# 甘ノ星ちろる
甘ノ星ちろる (あまのほし ちろる） は、プロプロ-プロダクションに所属するバーチャルライバー、バーチャルアイドル。キャラクターデザインはne-on。主な活動場所はYouTube。
プロプロ-プロダクション製作の2Dアバターを使用し、トークやゲーム実況を主体とした生放送を配信している。

## 来歴
2020年
- プロプロ-プロダクションオーディションから選ばれ、10月にTwitterで初ツイートをし活動を開始。10月22日、Youtubeに初めて動画を投稿した。

2021年
- 2月19日、チャンネル登録者1万人突破。
- 7月8日、チャンネル登録者2万人突破[4]。
- 11月、クラウドファンディングによる3D化への支援を募集すると発表
- 11月6日、深夜に#可愛いVtuber発掘企画をTwitterで開始、開始数時間で300件以上の応募ツイート、24時間で648件のRT1605件の良いねが募集に対してのリアクションを得てTwitterトレンド入りをする19056ツイート[5]
- 11月13日、クラウドファンディングによる3D化をCAMPFIREで開始[6]、募集金額は150万円
- 11月14日、上記クラウドファンディング150万円を20時間で達成[6]。
- 12月16日、クラウドファンディングを終了、3,230,000円の資金調達に成功。[6]
- 12月16日、上記同日twitterフォロワーが1万人を突破[7]

2022年
- 3月9日、高校を卒業した事を自身のtwitterで報告[8]、卒業後は大学へ進学。
- 5月 累計のチャンネル動画再生回数が100万回を突破。
- 7月28日、チャンネル登録者3万人突破。[9]

2023年
- 2月25日、3D化ライブ配信。[10]

2024年
- 6月30日、活動終了。

## 人物
デビュー前からバーチャルYouTuber（以下、VTuber）が好きで、夏色まつりさんを見ていたと本人。どうすればVTuberになれるか検索し、プロプロｰプロダクションのオーディションを見つけたことが応募のきっかけ。
3Dでのダンス発表を目指し活動していたが、コロナ禍によってレッスンがすべてなくなった事もVtuberへの転身のきっかけであるという。
初めて受け取った案件の最中、クライアント側が3Dモデルと勘違いしていたことで白紙となり、これがきっかけで3D化へ大きく舵をとる事になる。
Vtuberでの3Dライブが現在の目標、2021年11月、クラウドファンディングによる3D化プロジェクトを開始、同プロジェクトはCAMPFIREを通じて行われ、開始20時間で目標金額である150万円の資金調達目標を達成し、12月終了時点で目標金額の2倍にあたる資金を調達。
初配信の緊張した様子から当初は可愛らしく清楚な女の子かと思われたが、ファンの名前を覚える、会話内容まで覚える記憶力と努力で注目を集めている。

### 基礎情報
公式プロフィールによれば、誕生日は6月16日。

### 趣味・嗜好
ダンスが趣味、世界大会に出場するほどの能力があり、レッスンは毎日3時間、講師としても活動していた。

### 芸風
配信開始の際に「こんちろ」、終了の際は「おつちろ」と挨拶するのが定番。配信内容は雑談、ゲーム実況など様々である。
マインクラフトを好んでプレイしている。
自らを「清楚」なキャラクターであると言い、VTuberのイメージに囚われない自由な配信を持ち味としており、料理配信を実写でしたりするのが特徴。
自身のグッズの缶バッジなどをさりげなく料理の最後にアピールすること、家族に食べさせる等が持ちネタとなる。

### 交友関係
プロプロメンバー同期2期3期との交流が多く、外部では夏色まつりさんに配信でコメント、受験合格に向けてDMをもらうお付き合いをしている。

## 企画

### #可愛いVtuber発掘企画[18]
2021年11月から甘ノ星ちろるのYouTubeチャンネルで配信するVtuberの発掘企画。
応募総数は2万人を超え、12月YoutubeCHにて配信終了

## 評価
- 夏色まつりさんが配信におとずれて「かわいい」と述べている[11]。
- 他メンバーからは「企画なら ちろる」と言われている。
- 2021年期待したいVTuberベスト10発表！ MoguLiveアンケート集計結果にノミネート[20]

## タイアップ
- どこでもキャッチャーグルメ企画！[21]
- hello, world 2022(HW2022)キズナ・アイ休止前のラストライブにゲスト出演者として参加[22]
- 2022.03.25 ヴィレッジヴァンガード限定グッズ
- 2022.03.31 ロードオブモバイル対抗戦

| プロプロｰプロダクション | プロプロｰプロダクション | プロプロｰプロダクション | プロプロｰプロダクション | プロプロｰプロダクション | プロプロｰプロダクション | プロプロｰプロダクション |
| ----------------------- | ----------------------- | ----------------------- | ----------------------- | ----------------------- | ----------------------- | ----------------------- |
| メンバーリスト          | 1期生                   | 夢咲 ミア               | 甘ノ星ちろる            | 華月 みくる             | 海月 ゆる               | 朔桜 衣澄               |
| メンバーリスト          | 2期生                   | 恋乃夜まい              | 白瀬 あおい             | 花雲 りん               | 憩居 ももあ             | 咲夜 あずさ             |
| メンバーリスト          | 3期生                   | 水羽 そら               | 紫槻 セナ               | ハル・レヨン            | 火乃鳥めら              | 海童あのね              |
| メンバーリスト          | 3.5期生                 | 猟奇ちゃき              |                         |                         |                         |                         |